# 戈申 (犹他州)
戈申（英語：Goshen）是美国犹他州犹他县下属的一座城鎮。建鎮于1857年，面积大约为0.81平方英里（2.1平方公里），海拔约为4,551英尺（1,387米）。根据2010年美国人口普查，该鎮有人口921人。